# Escut de Cabanabona
L'escut oficial de Cabanabona té el següent blasonament:
Escut caironat: de sinople, una cabana d'or tancada de sable. Per timbre, una corona de poble.

## Història
Va ser aprovat el 22 de novembre de 2012 i publicat al DOGC el 10 de desembre del mateix any amb el número 6270.
La cabana és un senyal parlant que interpreta gràficament el nom del municipi.